# Британский рейд на Шпицберген
Британский рейд на Шпицберген или «Operation Fritham» — британско-норвежская операция по пресечению деятельности немецкой метеостанции на архипелаге Шпицберген.

## Предыстория
В августе 1941 года британским флотом была проведена эвакуация Шпицбергена, в результате чего оттуда прекратилось поступление метеосводок, необходимых германскому флоту. В сентябре 1941 года немцы воссоздали там метеостанцию. Чтобы пресечь её деятельность, было решено отправить туда отряд из числа норвежских военнослужащих, находившихся на территории Великобритании и подчинявшихся норвежскому правительству в изгнании.

## Ход событий
30 апреля 1942 года 82 человека под командованием Эйнара Свердрупа отправились из Гринока на Шпицберген на пароходах «Селис» и «Исбьёрн». 14 мая 1942 года они были обнаружены и атакованы немецкими патрульными бомбардировщиками Focke-Wulf Fw 200 Condor. Одно судно было потоплено, второе загорелось. Норвежцы бросили корабли и попытались спастись на льду, но немецкие самолёты продолжали их расстреливать. 15 человек погибло, 8 были серьёзно ранены, было потеряно всё оборудование.
Уцелевшие смогли доставить раненых в покинутый Баренцбург, где сумели разыскать несколько банок консервов и одеяла, забытые во время эвакуации. Кто-то вспомнил, что советские шахтёры перед эвакуацией забили весь скот, и, покопавшись в снегу, норвежцы обнаружили прекрасно сохранившиеся свиные туши. Наконец, был найден радиопередатчик, с помощью которого удалось связаться с Великобританией. Оттуда начали прилетать самолёты, которые сбрасывали продукты. К концу июня лёд подтаял и британская летающая лодка смогла сесть у берега, чтобы забрать раненых.
Немцы, обнаружив, что на островах появились люди, к которым прилетают английские самолёты, передали, что высадилось 150 человек, которые строят укрепления. Норвежцы, к которым по воздуху и морю постоянно подбрасывалось снабжение (были доставлены даже артиллерийские орудия и зенитные автоматы) развернули по острову настоящую охоту за немцами. В итоге 23 августа 1942 года немецкие метеорологи были эвакуированы на подводной лодке.

## Итоги и последствия
К 1943 году норвежцам удалось обеспечить постоянное присутствие на Шпицбергене.